# تشارلز جيرالد مكنمارا
تشارلز جيرالد مكنمارا (بالإنجليزية: Charles Gerald McNamara)‏ هو مهندس أيرلندي، ولد في 11 ديسمبر 1900 في دبلن في جمهورية أيرلندا، وتوفي بنفس المكان في 1965.